# Kho lưu trữ Quốc gia Liên bang Nga
Kho lưu trữ Quốc gia Liên bang Nga (tiếng Nga: Государственный архив Российской Федерации (ГАРФ); viết tắt: GARF) là một kho lưu trữ quốc gia lớn, được điều hành bởi Cơ quan Lưu trữ Liên bang Nga. Kho lưu trữ này chứa nhiều tài liệu lịch sử của các cơ quan chính phủ cao nhất của Nga, bao gồm:
- một số tư liệu chính thức về Đế quốc Nga (thường là hoạt động của cảnh sát)
- hồ sơ của một số nhân vật lịch sử (bao gồm các tư liệu về Hoàng gia Romanov)
- tư liệu chính thức về các thiết chế tư pháp và lập pháp tối cao của Chính phủ Lâm thời Nga (1917)
- hồ sơ về Nga Xô viết như một chính thể độc lập (1917-1922) và như một phần của Liên Xô (1923-1991)
- tư liệu về Liên Xô (1922-1991)
- tư liệu về Liên bang Nga (từ năm 1992)
- tư liệu từ nhiều nguồn khác

Cơ quan Lưu trữ Quốc gia, được thành lập ở Moskva vào năm 1992, sưu tập một số tư liệu thuộc:
- Kho lưu trữ Quốc gia Trung tâm về Cách mạng Nga (tiếng Nga: Центральный государственный архив Октябрьской революции, высших органов государственной власти и органов государственного управления (ЦГАОР СССР)) (thành lập năm 1920)[1]
- Kho lưu trữ Quốc gia Trung tâm Nga Xô viết (tiếng Nga: Центральный государственный архив РСФСР (ЦГА РСФСР)) (thành lập năm 1957).[2]